# Лижні перегони на зимових Паралімпійських іграх 2014
Змагання з лижних перегонів на зимових Паралімпійських іграх 2014 року відбулися у Комплексі для змагань з лижних перегонів та біатлону «Лаура» у Сочі 9, 10, 12, 15 та 16 березня 2014 року. Було розіграно 20 комплектів нагород.

## Класифікація спортсменів
Паралімпійські біатлоністи можуть мати наступні типи порушень: порушення м'язової сили, атетоз, порушення рухового діапазону, гіпертонія, порушення кінцівок, атаксія, різниця у довжині ніг, порушення зору.

Біатлоністи об'єднані у декілька класів, у залежності обмеження рухливості, що викликають їх порушення.

### Спортивні класи LW 2-9: стоячі лижники
Лижники з порушеннями нижніх кінцівок:
- LW 2: порушення зачіпає одну ногу, наприклад ампутація вище коліна. Вони використовуватимуть протези і лижні з двома лижами.
- LW 3: порушення обох ніг, такі як м'язова слабкість обох ніг.
- LW 4: порушення в нижніх частинах кінцівок, але з меншим впливом ніж у LW 2. Типовими прикладами є ампутації вище щиколотки або втрата м'зового контролю однієї ноги.

Лижники з порушеннями верхніх кінцівок:
- LW 5/7: порушення обох кінцівок, що не дозволяє лижнику використовувати лижні палиці. Лижники, наприклад, не будуть мати рук.
- LW 6: істотне порушення однієї руки, наприклад ампутація вище ліктя. Порушена рука буде закріплена на тілі спортсмена і він не зможе використовувати її під час гонки. З іншого боку, він буде використовувати палицю.
- LW 8: помірне порушення однієї руки. Спортсмени, наприклад, не можуть згинати руку у лікті або ворушити пальцями на ній або вони мають ампутацію нижче ліктя. Вони будуть використовувати лише одну палицю.

Лижники із комбінованими порушеннями верхніх і нижніх кінцівок:
- LW 9: порушення рук і ніг. Деякі лижники мають несуттєві порушення усіх кінцівок. Інші мають ампутації, що впливають на одну руку і на одну ногу. В залежності від їх здібностей, вони будуть використовувати одну або дві лижні палиці.

### Спортивні класи LW 10-12: сидячі лижники
Усі сидячі лижники мають порушення нижніх кінцівок. Вони поділяються на різні класи в залежності від контролю над тулубом, що є дуже важливим для прискорення і балансування при гонці.
- LW 10: порушення, що обмежують функції тулуба і ніг. Вони були б не в змозі сидіти без допомоги рук, наприклад у результаті параплегії.
- LW 10.5: обмеження у контролі над тулубом, але здатність тримати баланс, коли не рухаються боком.
- LW 11: порушення ноги і контролю над тулубом, яке дозволяє тримати баланс навіть при бічному русі.
- LW 11.5: близьке до нормального порушення контролю над тулубом.
- LW 12: порушення, схожі з LW 2-4: порушення ніг, однак нормальний контроль над тулубом. Вони мають право змагатись стоячи або сидячи і обирати бажаний тип катання на першій Класифікації.

### Спортивні класи B1-3: лижники з порушеннями зору
- B1: сліпі або мають дуже низьку гостроту зору. Під час гонки вони носять пов'язки.
- B2: вища гострота зору ніж у B1. Також спортсмени з кутом поля зору менше ніж 10° у діаметрі.
- B3: значне погіршення зору. Спортсмени мають обмежене поле зору, менше за 40° у діаметрі або низьку гостроту зору.

Для лижників B1 змагання з напарником без порушень зору є обов'язковим. Лижники B2-3 можуть обирати гонку з напарником чи самостійно. Напарник тримається поруч із лижником і усно інформує його про специфіку маршрута: повороти, ухили, пониження. Спортсмени стріляють у ціль за звуковим сигналом.

## Змагання
Програма змагань включає 20 видів, 10 для чоловіків і 10 для жінок. Змагання поділяються на три категорії: стоячи, сидячи і з порушенням зору. Стоячі спортсмени — ті, які мають порушення руху, однак можуть використовувати те ж обладнання, що і звичайні біатлоністи, у той час як сидячі спортсмени використовують sitski (спеціальні сані на двох лижах). Лижники з порушеннями зору змагаються разом з напарником без порушення зору, що направляє спортсмена. Така пара вважається однією командою і медалі присуджують обом лижникам.

### Чоловіки
- Спринт 1 км
  - Стоячи
  - Сидячи
  - З порушеннями зору
- Одиночна гонка 10 км
  - Стоячи
  - Сидячи
  - З порушеннями зору
- Одиночна гонка 15 км
  - Сидячи
- Одиночна гонка 20 км
  - Стоячи
  - З порушеннями зору
- Естафета 1 x 4 км + 2 x 5 км

### Жінки
- Спринт 1 км
  - Стоячи
  - Сидячи
  - З порушеннями зору
- Одиночна гонка 5 км
  - Стоячи
  - Сидячи
  - З порушеннями зору
- Одиночна гонка 10 км
  - Сидячи
- Одиночна гонка 15 км
  - Стоячи
  - З порушеннями зору
- Естафета 3 x 2,5 км

## Результати

### Чоловіки
| Дисципліна                  | Золото                                          | Срібло                                            | Бронза                                          |
| 1 км, спринт, сидячи        | Роман Пєтушков · Росія                          | Григорій Муригін · Росія                          | Максим Яровий · Україна                         |
| 1 км, спринт, стоячи        | Кирило Михайлов · Росія                         | Рушан Міннегулов · Росія                          | Владислав Лекомцев · Росія                      |
| 1 км, спринт, з вадами зору | Брайан Макківер · гайд — Грем Нішикава · Канада | Себастьян Модін · гайд — Албан Акеро · Швеція     | Олег Пономарьов · гайд — Андрій Романов · Росія |
| 10 км, сидячи               | Крис Клебль · Канада                            | Максим Яровий · Україна                           | Григорій Муригін · Росія                        |
| 10 км, стоячи               | Олександр Пронков · Росія                       | Володимир Кононов · Росія                         | Владислав Лекомцев · Росія                      |
| 10 км, з вадами зору        | Брайан Макківер · гайд — Ерік Карлтон · Канада  | Станіслав Чохлаєв · гайд — Максим Пирогов · Росія | Томас Клеріон · гайд — Жюльен Бурла · Франція   |
| 15 км, сидячи               | Роман Пєтушков · Росія                          | Ірек Зарипов · Росія                              | Олександр Давидович · Росія                     |
| 20 км, стоячи               | Рушан Міннегулов · Росія                        | Ілка Томісто · Фінляндія                          | Владислав Лекомцев · Росія                      |
| 20 км, з вадами зору        | Брайан Макківер · гайд — Грем Нішикава · Канада | Станіслав Чохлаєв · гайд — Максим Пирогов · Росія | Себастьян Модін · гайд — Албан Акеро · Швеція   |

### Змішані
| Дисципліна        | Золото | Срібло | Бронза |
| Змішана естафета  | Світлана Коновалова, Олена Кауфман, Олена Ремізова · гід — Наталія Якімова, Микола Полухін · гід — Андрій Токарєв · Росія |        |        |
| Відкрита естафета | Роман Пєтушков,Владислав Лекомцев,Григорій Муригін ,Рушан Міннегулов · Росія                                              |        |        |

### Жінки
| Дисципліна                  | Золото                                           | Срібло                                           | Бронза                                                  |
| 1 км, спринт, сидячи        | Маріанн Мартінсен · Норвегія                     | Тетяна Макфаден · США                            | Марта Зайнулліна · Росія                                |
| 1 км, спринт, стоячи        | Анна Міленіна · Росія                            | Юлія Батенкова · Україна                         | Олена Кауфман · Росія                                   |
| 1 км, спринт, з вадами зору | Михайлина Лисова · гайд — Олексій Іванов · Росія | Олена Ремізова · гайд — Наталія Якимова · Росія  | Оксана Шишкова · гайд — Лада Нестеренко · Україна       |
| 5 км, сидячи                |                                                  |                                                  |                                                         |
| 5 км, стоячи                |                                                  |                                                  |                                                         |
| 5 км, з вадами зору         |                                                  |                                                  |                                                         |
| 10 км, сидячи               | Людмила Павленко · Україна                       | Оксана Мастерс · США                             | Світлана Коновалова · Росія                             |
| 15 км, стоячи               | Гелен Ріпа · Швеція                              | Юлія Батенкова · Україна                         | Анна Міленіна · Росія                                   |
| 15 км, з вадами зору        | Олена Ремізова · гайд — Наталія Якимова · Росія  | Михайлина Лисова · гайд — Олексій Іванов · Росія | Ядвіга Скорабогата · гайд — Ірина Нафранович · Білорусь |

## Медальний залік
| Місце  | Країна    | Золото | Срібло | Бронза | Всього |
| ------ | --------- | ------ | ------ | ------ | ------ |
| 1      | Росія     | 12     | 9      | 11     | 32     |
| 2      | Канада    | 4      | -      | -      | 4      |
| 3      | Україна   | 1      | 6      | 3      | 10     |
| 4      | Швеція    | 1      | 2      | 1      | 4      |
| 5      | Норвегія  | 1      | -      | 1      | 2      |
| 6      | Німеччина | 1      | -      | -      | 1      |
| 7      | США       | -      | 2      | 1      | 3      |
| 8      | Фінляндія | -      | 1      | -      | 1      |
| 9      | Франція   | -      | -      | 2      | 2      |
| 10     | Білорусь  | -      | -      | 1      | 1      |
| Всього | Всього    | 20     | 20     | 20     | 60     |